# Московский вокзал (Нижний Новгород)
Вокзал Нижний Новгород (до 2010 года — Московский вокзал) — пассажирский терминал станции Нижний Новгород-Московский (до 2010 года Горький-Московский), главный вокзал Нижнего Новгорода. Входит в Горьковскую региональную дирекцию железнодорожных вокзалов. Расположен на 442 км главного хода Горьковской железной дороги. По объёму выполняемой работы отнесён к 1-му классу, по характеру выполняемой работы является грузовым. Открыт 2 августа 1862 года.

## История
Вокзал в Нижнем Новгороде был построен в 1862 году, когда была продлена железная дорога Москва — Владимир. 2 августа 1862 года открылось движение на участке Владимир — Нижний Новгород. Вокзал стал конечным пунктом Московско-Нижегородской железной дороги. Он представлял собой три двухэтажных корпуса, соединённых переходами с вестибюлем в центре, залами ожидания, почтой, телеграфом, буфетами и ресторанами. На центральной башне были установлены часы. Внутри здания стены были украшены мозаичными панно на героические темы. В 1894 году был построен императорский (царский) павильон для прибытия императорских особ в город. Проектировал и здание, и интерьеры архитектор Дмитрий Чичагов — представитель известной династии русских архитекторов. Зал павильона был украшен большим портретом Николая II и резным камином из белого итальянского мрамора. Для проведения важных переговоров там был установлен телефон. Павильон принимал императора дважды: в 1896 году, во время Всероссийской выставки и в 1913 году, при праздновании 300-летия династии Романовых. Во время революции 1905 года его захватили восставшие рабочие и удерживали какое-то время. После Октябрьской революции 1917 года в здании в разное время располагались комитет большевиков Канавина и лечебное учреждение при железной дороге.
Советские власти долгое время сохраняли старое здание. Во время Великой Отечественной войны Московский вокзал, наряду с Казанским, стал важным стратегическим объектом. Для связи двух вокзалов между собой были проложены железнодорожные пути через грузовой порт на Стрелке и Канавинский мост. Немецкие лётчики несколько раз пытались разбомбить вокзал, однако это им не удалось. Бомбы падали на площадь Революции и неподалёку от современного здания центрального универмага. После победы в войне, на вокзал прибывали эшелоны с солдатами-победителями. В 60-х годах XX века здание вокзала было полностью перестроено, чтобы придать ему так называемый «гражданский вид». Был уничтожен весь исторический фасад. Внутри вокзал также претерпел кардинальные изменения: на стенах «дореволюционные» мозаики были заменены на советские в духе XX века, перестроены залы ожидания и многие другие помещения. В 1985 году, после запуска метрополитена, в здании терминала были оборудованы выходы в длинный переход до станции «Московская». В 1996 году в центре зала была размещена изготовленная в Нидерландах гигантская люстра, состоящая из множества вертикальных латунных панелей.
Начиная с 2002 года осуществляется модернизация вокзала, оснащение терминалами для автоматической проверки билетов, сооружение навесов над платформами. С июня 2017 года вокзал был закрыт на реконструкцию и открылся только 28 апреля 2018 года. На время реконструкции выход пассажиров на платформы к поездам дальнего следования и к электропоездам осуществлялся через пригородные тоннели. Пассажиров ждал полностью обновлённый терминал, оборудованный и перестроенный в духе XXI века. В залах ожидания установлены камеры хранения и стеллажи для зарядки мобильных устройств с кодовыми замками. Гигантская люстра была демонтирована и отправлена на хранение на склад. От советской эпохи остались только два мозаичных панно на боковых стенах внутри здания.
30 марта 2010 года станция Горький-Московский была переименована в Нижний Новгород-Московский. 1 июля этого же года название вокзала Горький-Московский было сменено на Нижний Новгород согласно распоряжению президента ОАО «РЖД» Владимира Якунина. Но название на самом вокзале было сменено только в апреле 2014 года с «Московский вокзал» на «Железнодорожный вокзал», так как только к этому времени было профинансировано.

## Платформы, принимающие пассажирские поезда
Нумерация путей и платформ, начиная от ближайшего к зданию вокзала пути:
- 1 платформа — 1 путь,
- 2 платформа — 2 и 3 пути,
- 3 платформа — 4 и 5 пути,
- 4 платформа — 6 и 7 пути,
- 5 платформа — 8 и 9 пути,
- 6 платформа — 10 и 11 пути.

Поезда дальнего следования обычно прибывают к первым трём платформам.
Выход на платформы возможен через главную часть здания вокзала или через пристройку к нему, имеющую надпись «Пригородные кассы». Проход на платформы, кроме первой, примыкающей к зданию вокзала, — только через подземные переходы, традиционно именуемые «тоннелями». Вход в тоннели есть в главной части здания вокзала и в упомянутой пристройке к нему. Несмотря на недавний ремонт вокзала, на спуске из здания вокзала в тоннели пандусы отсутствуют. На платформы из тоннелей ведут лестницы и лифты.

## Городская электричка
|  |  |

|  |  |

|  |  |

|  |  |

|  |  |

|  |  |

|  |  |

|  |  |

|  |  |

|  |  |

|  |  |

|  |  |

|  |  |

|  |  |

|  |  |

|  |  |

|  |  |

|  |  |

|  |  |

|  |  |

|  |  |

|  |  |

|  |  |

|  |  |

|  |  |

|  |  |

|  |  |

|  |  |

|  |  |

|  |  |

|  |  |

|  |  |

|  |  |

|  |  |

|  |  |

|  |  |

|  |  |

|  |  |

|  |  |

|  |  |

|  |  |

|  |  |

|  |  |

|  |  |

|  |  |

|  |  |

|  |  |

|  |  |

|  |  |

|  |  |

|  |  |

|  |  |

|  |  |

|  |  |

С 24 июня 2013 года была открыта первая линия городской электрички (аналог немецкого S-Bahn, лондонского Overground, парижского RER или московских МЦД), которая связывает Сормовский район и вокзал. Она проходит через кварталы, в которых отсутствует метро и является его альтернативой. Поезда здесь ходят реже, чем в метро, но чаще, чем на пригородных направлениях. В часы пик электричка по первой линии пускается раз в 20—30 минут. В 2018 году была открыта вторая линия, связывающая между собой вокзал и станцию «Проспект Гагарина». Соединяет несколько районов и часть пригорода, из-за чего имеет различные тарифные зоны.
| # | Название     | Конечные станции                               | Количество станций |
| - | ------------ | ---------------------------------------------- | ------------------ |
| 1 | Сормовская-1 | Нижний Новгород-Московский — Дубравная         | 11                 |
| 2 | Сормовская-2 | Починки — Варя                                 | 4                  |
| 3 | Приокская    | Нижний Новгород-Московский — Проспект Гагарина | 13                 |
|   | Всего:       |                                                | 28                 |

## Дальнее сообщение
По состоянию на апрель 2021 года вокзал отправляет и принимает следующие пассажирские поезда:
| Круглогодичное обращение поездов | Круглогодичное обращение поездов   | Круглогодичное обращение поездов | Круглогодичное обращение поездов   |
| № поезда                         | Маршрут движения                   | № поезда                         | Маршрут движения                   |
| -------------------------------- | ---------------------------------- | -------------------------------- | ---------------------------------- |
| 3**                              | Пекин — Москва                     | 4**                              | Москва — Пекин                     |
| 5**                              | Улан-Батор — Москва                | 6**                              | Москва — Улан-Батор                |
| 7 «Кама»                         | Пермь — Москва                     | 8 «Кама»                         | Москва — Пермь                     |
| 9                                | Киров — Нижний Новгород            | 10                               | Нижний Новгород — Киров            |
| 11 «Ямал»                        | Новый Уренгой — Москва             | 12 «Ямал»                        | Москва — Новый Уренгой             |
| 19**                             | Пекин — Москва                     | 20**                             | Москва — Пекин                     |
| 31 «Вятка»                       | Киров — Москва                     | 32 «Вятка»                       | Москва — Киров                     |
| 35 «Нижегородец»                 | Нижний Новгород — Москва           | 36 «Нижегородец»                 | Москва — Нижний Новгород           |
| 37 «Томич»                       | Томск — Москва                     | 38 «Томич»                       | Москва — Томск                     |
| 41                               | Нижний Новгород — Великий Новгород | 42                               | Великий Новгород — Нижний Новгород |
| 51                               | Нижний Новгород — Ижевск           | 52                               | Ижевск — Нижний Новгород           |
| 55 «Енисей»                      | Красноярск — Москва                | 56 «Енисей»                      | Москва — Красноярск                |
| 59 «Волга»                       | Нижний Новгород — Санкт-Петербург  | 59 «Волга»                       | Санкт-Петербург — Нижний Новгород  |
| 61                               | Владивосток — Москва               | 62                               | Москва — Владивосток               |
| 63**                             | Новосибирск — Минск                | 64**                             | Минск — Новосибирск                |
| 83 «Северный Урал»               | Приобье — Москва                   | 84 «Северный Урал»               | Москва — Приобье                   |
| 87 «Адлер-Нижний Новгород»       | Нижний Новгород — Адлер            | 88 «Адлер-Нижний Новгород»       | Адлер — Нижний Новгород            |
| 89                               | Воркута — Нижний Новгород          | 90                               | Нижний Новгород — Воркута          |
| 91                               | Северобайкальск — Москва           | 92                               | Москва — Северобайкальск           |
| 99                               | Кисловодск — Нижний Новгород       | 100                              | Нижний Новгород — Кисловодск       |
| 103**                            | Новосибирск — Брест                | 104**                            | Брест — Новосибирск                |
| 109                              | Новый Уренгой — Москва             | 110                              | Москва — Новый Уренгой             |
| 131                              | Ижевск — Санкт-Петербург           | 132                              | Санкт-Петербург — Ижевск           |
| 145                              | Челябинск — Санкт-Петербург        | 146                              | Санкт-Петербург — Челябинск        |
| 309                              | Воркута — Адлер                    | 310                              | Адлер — Воркута                    |
| 337                              | Самара — Санкт-Петербург           | 338                              | Санкт-Петербург — Самара           |
| 339                              | Нижний Новгород — Новороссийск     | 340                              | Новороссийск — Нижний Новгород     |
| 347                              | Уфа — Санкт-Петербург              | 348                              | Санкт-Петербург — Уфа              |
| 701 «Стриж»                      | Нижний Новгород — Москва           | 702 «Стриж»                      | Москва — Нижний Новгород           |
| 703 «Стриж»                      | Нижний Новгород — Москва           | 704 «Стриж»                      | Москва — Нижний Новгород           |
| 705 «Стриж»                      | Нижний Новгород — Москва           | 706 «Стриж»                      | Москва — Нижний Новгород           |
| 707 «Стриж»                      | Нижний Новгород — Москва           | 708 «Стриж»                      | Москва — Нижний Новгород           |
| 709 «Стриж»                      | Нижний Новгород — Москва           | 710 «Стриж»                      | Москва — Нижний Новгород           |
| 727 «Ласточка»                   | Нижний Новгород — Москва           | 728 «Ласточка»                   | Москва — Нижний Новгород           |
| 729 «Ласточка»                   | Нижний Новгород — Москва           | 730 «Ласточка»                   | Москва — Нижний Новгород           |
| 731 «Ласточка»                   | Нижний Новгород — Москва           | 732 «Ласточка»                   | Москва — Нижний Новгород           |
| 733 «Ласточка»                   | Нижний Новгород — Москва           | 734 «Ласточка»                   | Москва — Нижний Новгород           |
| 757 «Сапсан»                     | Нижний Новгород — Санкт-Петербург  | 772 «Сапсан»                     | Санкт-Петербург — Нижний Новгород  |

| Сезонное обращение поездов | Сезонное обращение поездов     | Сезонное обращение поездов | Сезонное обращение поездов     |
| № поезда                   | Маршрут движения               | № поезда                   | Маршрут движения               |
| -------------------------- | ------------------------------ | -------------------------- | ------------------------------ |
| 285                        | Нижний Новгород — Красный Узел | 286                        | Красный Узел — Нижний Новгород |
| 311                        | Воркута — Новороссийск         | 312                        | Новороссийск — Воркута         |
| 501                        | Киров — Анапа                  | 502                        | Анапа — Киров                  |
| 531                        | Киров — Адлер                  | 532                        | Адлер — Киров                  |

| Пригородное сообщение по станции | Пригородное сообщение по станции     | Пригородное сообщение по станции | Пригородное сообщение по станции     |
| № поезда                         | Маршрут движения                     | № поезда                         | Маршрут движения                     |
| -------------------------------- | ------------------------------------ | -------------------------------- | ------------------------------------ |
| Пригородный                      | Н.Новгород-Московский — Семёнов      | Пригородный                      | Семёнов — Н.Новгород-Московский      |
| Пригородный                      | Н.Новгород-Московский — Моховые горы | Пригородный                      | Моховые горы — Н.Новгород-Московский |
| Пригородный                      | Н.Новгород-Московский — Гороховец    | Пригородный                      | Гороховец — Н.Новгород-Московский    |
| Пригородный                      | Н.Новгород-Московский — Вязники      | Пригородный                      | Вязники — Н.Новгород-Московский      |
| Пригородный                      | Н.Новгород-Московский — Урень        | Пригородный                      | Урень — Н.Новгород-Московский        |
| Пригородный                      | Н.Новгород-Московский — Металлист    | Пригородный                      | Металлист — Н.Новгород-Московский    |
| Пригородный                      | Н.Новгород-Московский — Заволжье     | Пригородный                      | Заволжье — Н.Новгород-Московский     |
| Пригородный                      | Н.Новгород-Московский — Арзамас      | Пригородный                      | Арзамас — Н.Новгород-Московский      |
| Пригородный                      | Н.Новгород-Московский — Ковров       | Пригородный                      | Ковров — Н.Новгород-Московский       |
| Пригородный                      | Н.Новгород-Московский — Шахунья      | Пригородный                      | Шахунья — Н.Новгород-Московский      |
| Городской                        | Н.Новгород-Московский — пр. Гагарина | Городской                        | пр. Гагарина — Н.Новгород-Московский |

## Предприятия железнодорожного узла
На станции расположены предприятия:
- Московский вокзал;
- Ремонтное локомотивное депо Дирекции по ремонту тягового подвижного состава ТЧР-3;
- Вагонное депо Нижний Новгород Дирекции по эксплуатации и ремонту путевых машин ВЧД-14;
- дистанция пути;
- Восстановительный поезд № 4021 ВП-4021 Дирекции аварийно-восстановительных средств;
- Пожарный поезд;

### Парки путей
- Парк А — приёмо-отправочный четных и нечётных поездов, 6 путей.
- Парк Б — приёмо-отправочный нечётных поездов, 6 путей.
- Парк В — приёмо-отправочный четных и нечётных поездов, 6 путей.
- Парк Г — горочный, 5 путей.
- Парк Д — сортировочно-отправочный, 12 путей.
- Парк Р — ранжирный, 4 пути.
- Парк Т — транзитный местный, 3 пути.

## Техническая оснащенность
Техническая оснащённость станции включает в себя путевое развитие, устройства СЦБ и контактной сети, сооружения и устройства локомотивного и вагонного хозяйства, автоматическую систему управления станций, маневровые средства. На станции расположены: вычислительный центр АСУ ГС, 3 поста МРЦ, тяговая подстанция ЭЧ-2 ЭЧЭ-9 29 000 кВ·А, район контактной сети ЭЧ-2 ЭЧК-10, район электроснабжения ЭЧ-2 ЭЧС-1, локомотивное депо ТЧР-3 и вагонное депо ВЧД-14.

## Пассажирские устройства
К пассажирским устройствам станции относятся шесть пассажирских платформ, пять из которых — платформы железнодорожного вокзала островного типа. Вокзал состоит из двух зданий. Островной вокзал — пригородный, береговой — дальнего следования. Островная и береговая части вокзала соединены между собой двумя тоннелями.

## Работа станции
Основное содержание работы станции Нижний Новгород-Московский заключается в безопасном пропуске пассажирских и грузовых поездов всех категорий. Важной составляющей работы станции является осуществление грузовой работы. На станции Нижний Новгород-Московский выполняются: технические операции (приём, отправление, обгон, скрещение и пропуск поездов всех категорий; маневровая работа, сортировочная работа, формирование и расформирование поездов, выявление неисправностей вагонов, смена локомотивов, экипировка вагонов), грузовые операции (сортировка, погрузка, выгрузка, подготовка вагонов), коммерческие операции (приём грузов к перевозке, взвешивание, хранение, выдача и переадресовка грузов, хранение пассажирского багажа, оформление перевозочных документов, осмотр составов поездов и средств путевого хозяйства, пломбирование вагонов)

## Фотогалерея
- Зал вокзала
- Зал вокзала со второго этажа
- Информационные указатели и табло в зале вокзала
- Здание вокзала ночью и вход на станцию метро «Московская»
- Скоростной электропоезд ЭД9Э сообщением Ветлужская — Нижний Новгород на Московском вокзале
- Станционные часы на платформе
- Бывший императорский павильон